# 上原まみ
上原 まみ（うえはら まみ、1969年7月3日 - ）は、日本のAV女優。アーティカル所属。
身長:162cm。スリーサイズ:B86(E-70)・W58・H88。

## 略歴・人物
2008年にAVデビュー。

## 出演作品

### アダルトビデオ
2008年
- EFB EROGAL FUCK BATTLE　2（7月15日、イマージュ）共演:愛嶋リーナ、石原レイナ、百瀬若菜
- ザ・ギャルナン・ゲット 52（7月17日、グローリークエスト）共演:織田ルイ
- 闇営業中のフル勃起エステ 3 （7月20日、ホットエンターテイメント）…共演:桜井エミリ、工藤れいか
- No.1 CABA GAL 攻略!! 巨乳現役キャバ嬢 in 六本木 （8月15日、イマージュ）他出演:愛嶋リーナ
- kira☆kira SPECIAL 大開脚GALS☆巨乳乱交 （8月19日、kira☆kira）…共演:友亜リノ、愛内あみ、瀬名愛里、新垣ありな
- 触手アクメ 4（10月23日、SODクリエイト）共演:浜崎りお、星倉なぎさ
- 日本国民全裸の日（11月20日、アキノリ）共演:桜庭彩、鈴木千里、若菜、鮎川詩音、青木菜摘、市川よしの ほか
- ブーツのお姉さんに犯られたい! 2（11月25日、ジャネス）…共演:神谷りの
- 神技!! 天狗亜苦滅 第三章（12月2日、MAD）
- 今日から僕は女子校の教師になっちゃいました（12月18日、アキノリ）他多数共演
- ボンテージリミテッド 痴女られる女 2 （12月25日、未来・フューチャー）共演:神谷りの

2009年
- 巨乳コギャルズソープランド（3月19日、イエロー）共演:仲村ろみひ、澄川ロア、桜井エミリ
- kira☆kira フェラチオ学園祭 Vol.3（3月19日、kira☆kira）他出演:月野りさ、夏川えり、美空あやか、松坂みるく、新垣ありな、丘川紫音、小坂舞彩、平井柚葉、蒼木ゆきな、Marin.、真田リサ、小宮ゆい、佐田あゆみ、福山まりな
- 猟奇の檻 50（4月18日、アヴァ）
- 女子社員 禁断のレズ温泉 （4月18日、ヒビノ）共演:青木菜摘、白川るり ほか
- 手コキでベロちゅ〜 6（4月19日、イエロー）他出演:小坂めぐる、石川みずき、七瀬ゆうり、水城ひかり、山崎まりあ、仲村ろみひ、辻本りょう、くるみ、矢沢もえ、桜井エミリ、宮崎あい
- 高級ソープへいらっしゃい 22（4月24日、クリスタル映像）他出演:唯乃エミ、石原こと、立木ゆりあ、月島りん
- 虐待アナル奴隷 大量浣腸責め 12 （5月1日、CORE）
- 全員Fカップ以上! “絶対ヤラれる” 巨乳ギャルだらけのガールズバー!!（5月7日、GARCON）…共演:鈴香音色、向井ゆうき、緋村由衣、星川麻美 ほか
- 脱ぎたてホクホク パンティ〜手コキ&フェラ4 （6月19日、イエロー）他出演:くるみ、辻本りょう、沢木樹里、山崎まりあ、RICA、藤宮櫻花、仲村ろみひ、高坂保奈美、綾波セナ、鮎川なお、水野美香
- JAPANESE PARTY HARDCORE Vol.7（7月7日、プレミアム）共演:春名えみ、工藤れいか、緋村由衣、佐伯奈々、蒼月ひかり、鈴木千里、青山ひな、桜井エミリ、月島愛、北崎未来 ほか
- 集団20人で2回連続ヌキする女たち（7月10日、V）共演:白川るり、涼宮ラム、桜庭彩、愛梨沙、秋月まひる、夏芽涼、鈴木千里、緋村由衣、ミカ、伊吹ゆうな、響みりあ、つゆの優、北崎未来 ほか
- 実録催眠誘導 まんぐりトランス生中出し 3（7月17日、光夜蝶）
- 巨乳淫乱オフィスレディー（7月19日、イエロー）共演:櫻井ゆうこ、広瀬ゆな、石川鈴華
- ちんぐり返しアナル舐め手コキ 3（8月19日、イエロー）他出演:RICA、仲村ろみひ、桜井エミリ、藤宮櫻花、諸星セイラ、石川鈴華、広瀬ゆな、渋谷梨果、山下マイ、宮崎あい、櫻井ゆうこ
- 働くオンナ狩り 10【カーショップ受付嬢編】（10月1日、プレステージ）
- レズビアンベロちゅー (12月10日、イエロー）他多数出演

2012年
- 感謝祭2012 真夏の本生中出し大乱交スペシャル（7月15日、ワンズファクトリー）他出演:日野まひる、星川えり、浅見友紀、月野ひかり、佐伯つばさ

### 舞台
- アフリカ座VIVID COLOR vol.3 サリー【s'æli】（2011年5月20日-23日、TACCS1179）
- アフリカ座VIVID COLOR vol.4「Re:born〜リボン〜」（2012年2月11日-14日、TACCS1179）